# Sirik (Iran)
Sirik (persisch سیریک) oder Sirik-e Kohneh (سیریک کهنه) ist die Hauptstadt des Schahrestan Sirik in der iranischen Provinz Hormozgan. Sirik liegt an der Straße von Hormuz am Persischen Golf und hat einen kleinen Hafen nordwestlich der Hauptsiedlung. Bei der Volkszählung 2006 betrug die Einwohnerzahl 3640 in 640 Familien. Der Fluss Minab mündet in der Nähe von Sirik ins Meer, und hier befindet sich eine Mangrovenmündung. Im Nordwesten entlang der Küste nach Bandar-e-Abbas gibt es Tausende versteckter Höhlen und Täler, die um das Horn der Straße von Hormuz verstreut sind. Koordinaten: 26°30′20″N 57°07′19″O 

## Sprachen und Religion
Persisch ist die wichtigste Sprache, einige sprechen aber als Muttersprache Swahili (Afro-Iraner), Minabi oder Arabisch. Die Mehrheit ist schiitisch oder sunnitisch.